# Poa lunata
Poa lunata är en gräsart som beskrevs av Mary Agnes Chase. Poa lunata ingår i släktet gröen, och familjen gräs. Inga underarter finns listade i Catalogue of Life.